# Episodi di 666 Park Avenue
La prima e unica stagione della serie televisiva 666 Park Avenue è stata trasmessa dal canale statunitense ABC a partire dal 30 settembre 2012. Dopo la cancellazione della serie da parte della ABC avvenuta il 16 novembre 2012, il successivo 21 dicembre il canale decise di trasmettere gli ultimi quattro episodi della serie nel corso dell'estate del 2013, più precisamente dal 22 giugno al 13 luglio. Gli ultimi episodi vennero tuttavia trasmessi in prima visione assoluta in Spagna, sul canale Calle 13, dal 29 gennaio al 19 febbraio 2013.
In Italia è stata trasmessa in prima visione assoluta sul canale Premium Action della piattaforma televisiva Mediaset Premium dal 4 novembre 2013 al 13 gennaio 2014. In chiaro è andata in onda su Italia 1 dal 20 luglio 2014.
| nº | Titolo originale                 | Titolo italiano           | Prima TV originale | Prima TV Italia  |
| -- | -------------------------------- | ------------------------- | ------------------ | ---------------- |
| 1  | Pilot                            | Il dragone                | 30 settembre 2012  | 4 novembre 2013  |
| 2  | Murmurations                     | Gli uccelli               | 7 ottobre 2012     | 11 novembre 2013 |
| 3  | The Dead Don't Stay Dead         | I morti non restano morti | 14 ottobre 2012    | 18 novembre 2013 |
| 4  | Hero Complex                     | L'eroe                    | 21 ottobre 2012    | 25 novembre 2013 |
| 5  | A Crowd of Demons                | La notte dei demoni       | 28 ottobre 2012    | 2 dicembre 2013  |
| 6  | Diabolic                         | Legami di sangue          | 4 novembre 2012    | 9 dicembre 2013  |
| 7  | Downward Spiral                  | Spirale discendente       | 11 novembre 2012   | 16 dicembre 2013 |
| 8  | What Ever Happened to Baby Jane? | Rivelazioni pericolose    | 25 novembre 2012   | 23 dicembre 2013 |
| 9  | Hypnos                           | Ipnosi                    | 2 dicembre 2012    | 30 dicembre 2013 |
| 10 | The Comfort of Death             | Il conforto della morte   | 29 gennaio 2013    | 30 dicembre 2013 |
| 11 | The Sins of the Fathers          | I peccati dei padri       | 5 febbraio 2013    | 6 gennaio 2014   |
| 12 | The Elysian Fields               | I campi elisi             | 12 febbraio 2013   | 6 gennaio 2014   |
| 13 | Lazarus                          | Lazzaro                   | 19 febbraio 2013   | 13 gennaio 2014  |